# Ensemble für frühe Musik Augsburg
Das Ensemble für frühe Musik Augsburg ist ein Ensemble für Alte Musik, das 1977 gegründet wurde. Der Schwerpunkt der Musik liegt auf deutschsprachigen Liedern des 12.–15. Jahrhunderts.

## Geschichte
1977 gründeten Hans Ganser, Rainer Herpichböhm und Heinz Schwamm das Ensemble. 1981 stieß Sabine Lutzenberger als Sängerin hinzu. Sie stieg als festes Mitglied im Jahre 2000 aus, steht dem Ensemble aber nach wie vor zur Verfügung. Das Ensemble baut seine Instrumente selber und umfasst verschiedene Fideln, Rebab, Lauten, Chitarra saracenica, Psalterium, gotische Harfen, Drehleiern, Blockflöten, Schalmeien und Schlagwerk.

## Diskographie
| Jahr | Titel                                                         | Komponist                                                | Tonträger | Label                 | Katalognummer |
| ---- | ------------------------------------------------------------- | -------------------------------------------------------- | --------- | --------------------- | ------------- |
| 1991 | Hildegard von Bingen und ihre Zeit                            | -                                                        | -         | -                     | -             |
| 1994 | Planctus Mariae (Spätmittelalterliche Musik der Karwoche)     | Oswald von Wolkenstein und der Mönch von Salzburg        | -         | -                     | -             |
| 1995 | The Ancient Miracles                                          | -                                                        | -         | -                     | -             |
| 1996 | Mysterium Mariae – Marienlieder des Spätmittelalters          | Oswald von Wolkenstein und der Mönch von Salzburg        | CD        | Christophorus Records | CHR77188      |
| 1997 | Hildegard von Bingen: Celestial Stairs                        | -                                                        | -         | -                     | -             |
| 2003 | Auf Jakobs Wegen – Mittelalterliche Pilgerreise nach Santiago | Traditionell                                             | CD        | Christophorus Records | CHR77264      |
| 2004 | Weihnachten im Mittelalter                                    | Diverse, anonym                                          | CD        | Christophorus Records | CHE01162      |
| 2007 | Renaissance Pop Songs                                         | Diverse                                                  | CD        | Christophorus Records | CHE01302      |
| 2008 | Camino de Santiago – Mittelalterliche Musik auf dem Jakobsweg | Diverse                                                  | CD        | Christophorus Records | CHR77300      |
| 2009 | Oswald von Wolkenstein – Ritter und Minnesänger               | Oswald von Wolkenstein                                   | CD        | Christophorus Records | CHR77304      |
| 2009 | Trobadors-Trouveres-Minnesänger – Lieder und Tänze            | Walther von der Vogelweide, Neidhart von Reuenthal u. a. | CD        | Christophorus Records | CHE01482      |
| 2009 | Hildegard von Bingen – Komponistin und Mystikerin             | Hildegard von Bingen                                     | CD        | Christophorus Records | CHR77314      |
| 2010 | Minnelieder (13.–14. Jahrhundert)                             | Neidhart von Reuenthal                                   | CD        | Christophorus Records | CHR77327      |
| 2011 | Amours et Désirs – Chansons des Trouvères                     | Anonym                                                   | CD        | Christophorus Records | CHR01632      |
| 2011 | Spätmittelalterliche Marienklage                              | Oswald von Wolkenstein und der Mönch von Salzburg        | -         | -                     | -             |

## Rezensionen
- Ensemble für frühe Musik Augsburg auf den Seiten des Eckelshausener-Musiktage-Festivals, abgerufen am 11. April 2013